# Nzérékoré (region)
Nzérékoré är en region i Guinea. Den ligger i den sydöstra delen av landet, 500 km öster om huvudstaden Conakry. Antalet invånare är 1 784 477. Arean är 37 658 kvadratkilometer. Nzérékoré gränsar till regionerna Faranah och Kankan. Den administrativa huvudorten är Nzérékoré.

## Administrativ indelning
Regionen Nzérékoré delas in i sex prefekturer:
- Beyla
- Guéckédou
- Lola
- Macenta
- Nzérékoré
- Yomou